# Might and Magic Heroes Online
Might and Magic Heroes Online est un MMORPG free-to-play développé par Ubisoft Blue Byte et édité par Ubisoft en 2014 sur Windows et OS X. Il est disponible en beta ouverte sur navigateurs depuis le 29 septembre 2014. Le jeu a été fermé en décembre 2020.
Ce jeu est un spin-off de la série Heroes of Might and Magic dont il reprend les mêmes bases que les anciens épisodes. Might and Magic Heroes Online a été annoncé officiellement lors de la Gamescom 2012 à Cologne.

## Histoire
Au début du jeu, le joueur peut choisir entre deux Factions (Haven ou Nécropole). Les Héros d'Haven sont envoyés par leur empereur à la périphérie de l'empire, la baronnie Blackbough qui a été laissé seul pour faire face à l'invasion des hordes de démons essayant de tuer un diplomate importante qui est emprisonné à la cathédrale Ambre Thorne. Les Héros de la Nécropole sont appelés aux armes par leur Archon Belketh se rendre à l'île abandonnée Claws Namtaru où une émeute dans une prison mystérieuse évolution autour d'un prisonnier encore plus mystérieux se déroule.
Pendant que l'histoire se déroule, les Héros reconnaissent qu'il y a un complot perfide dans Ashan, une guerre combattue dans l'ombre. Les héros ont été touchés par le Dieu Dragon de la Lumière, Elrath et ne sont donc être appelé par l'Ordre sacré des Chevaliers Dragons de les rencontrer dans une de leurs maisons cachées.

Might and Magic Heroes Online se déroule peu de temps après la troisième éclipse.
Il y a des personnages légendaires des précédents jeux Might and Magic que les héros rencontreront. Le Seigneur des Archontes Belketh par exemple va jouer un rôle important en tant que dirigeant de Nar-Heresh étant confronté à un autre personnage de l'héritage, le renégat Archlich Sandro, qui se tourne vers les pouvoirs de tous les consommateurs du vide pour libérer l'anéantissement total sur Ashan.

## Système de jeu
Au début du jeu, le joueur choisit entre 2 factions qui s'opposent en jeu : La Nécropole ou le Havre. Chacune propose 2 classes différentes, l'une sur la puissance brute, l'autre axée sur la magie. Ensuite, le jeu propose diverses quêtes au joueur comme des quêtes en lien avec le scénario ou d'autres objectifs annexes. Notre héros devra également reconstruire la cité et l'améliorer afin de débloquer de nouvelles unités qu'il pourra commander car notre héros est à la tête d'un certain nombre d'unités. Il existe également des quêtes quotidiennes ou des quêtes de cité qui permettent d'obtenir des pièces d'or ou encore d'autres ressources. La carte du jeu s'agrandit d'ailleurs grâce à l'avancée du personnage dans les quêtes scénarisées.
Pendant notre partie, le joueur devra rechercher des ressources comme le bois par exemple et remplir des quêtes pour permettre à notre cité de s'agrandir et de se développer. Grâce à notre ville, on pourra gérer nos propres unités et les améliorer grâce à certains bâtiments. Chaque bâtiment a sa propre fonction: par exemple, la mairie nous permet de recevoir des impôts ou encore le cimetière (pour les héros de la Nécropole) qui permet de recruter des unités.
D'autre part, Might and Magic Heroes Online propose aussi un système de personnalisation de notre héros poussé puisque le joueur a la possibilité de gérer les statistiques de son héros ou encore de lui attribuer un équipement adapté à ses capacités et à son niveau. On peut aussi lui donner des potions qui lui offriront un boost de certaines facultés.
Au fur et à mesure que notre héros gagne des niveaux, le joueur peut choisir plusieurs écoles de magie offrant des compétences particulières à notre héros qu'il pourra utiliser en combat.
Le système de combat est classique à la série des Might and Magic Heroes avec un système de tour par tour sur une carte divisée en hexagones. Dans les combats, seuls nos unités peuvent se déplacer tandis que notre héros reste sur place. Les combats se divisent en manches, chaque peloton d'unités a un tour par manche pour agir. Nos unités possèdent aussi des capacités spéciales utilisables pendant les combats. Les dégâts causés par chaque peloton faire en fonction de son positionnement et de son type d'attaque. En effet, une attaque de front sera moins efficace qu'un coup porté sur les flancs et dans le dos. Une attaque de base fera moins de dégâts qu'une attaque spéciale également. Par ailleurs, ce sont les unités les plus puissantes qui commencent à attaquer.
On peut également faire passer le combat en mode expert ou en mode héroïque afin de rendre le combat plus équilibré et plus dur et de gagner plus de pièces d'or ou de ressources en cas de victoire.

## Accueil
Might and Magic Heroes Online reçoit des critiques plutôt moyennes malgré une critique importante dû à un mauvais système économique du jeu malgré des graphismes plus jolis que la moyenne pour un jeu sur navigateurs. Cependant, la durée de vie du jeu et son gameplay sont généralement salués par la presse spécialisée.